# Rie Yamaki
Rie Yamaki (山木 里恵 Yamaki Rie?), född 2 oktober 1975, är en japansk tidigare fotbollsspelare.
Rie Yamaki debuterade för japans landslag den 4 december 1993 i en 6–1-vinst över Taiwan. Hon spelade 50 landskamper för det japanska landslaget. Hon deltog bland annat i fotbolls-VM 1995, 1999 och OS 1996.